# Agustí Chalaux i de Subirà
Agustí Chalaux i de Subirà (Sant Genís dels Agudells (en), 1911-Barcelone, 2006) est un intellectuel catalan, inventeur d’un modèle politique, économique et social, qui prétend réduire autant que possible les abus de pouvoir, la misère et la corruption.

## Biographie
Né le 19 juillet 1911 à Sant Genís dels Agudells (en), à l'époque un hameau de 15 habitants proche de Barcelone, il est le fils d'un industriel français, propriétaire d'une usine à teintures pour la laine dans la Rue du Almogàvers à Barcelone. Sa mère vient de la famille des Subirà, de tradition carliste catalane. À l'âge de quatre ans, il entre à l'école Montessori, l'une des premières introduites en Europe, qu'il quitte à l'âge de neuf pour aller étudier en France. Il restera à Toulon jusqu'au baccalauréat.

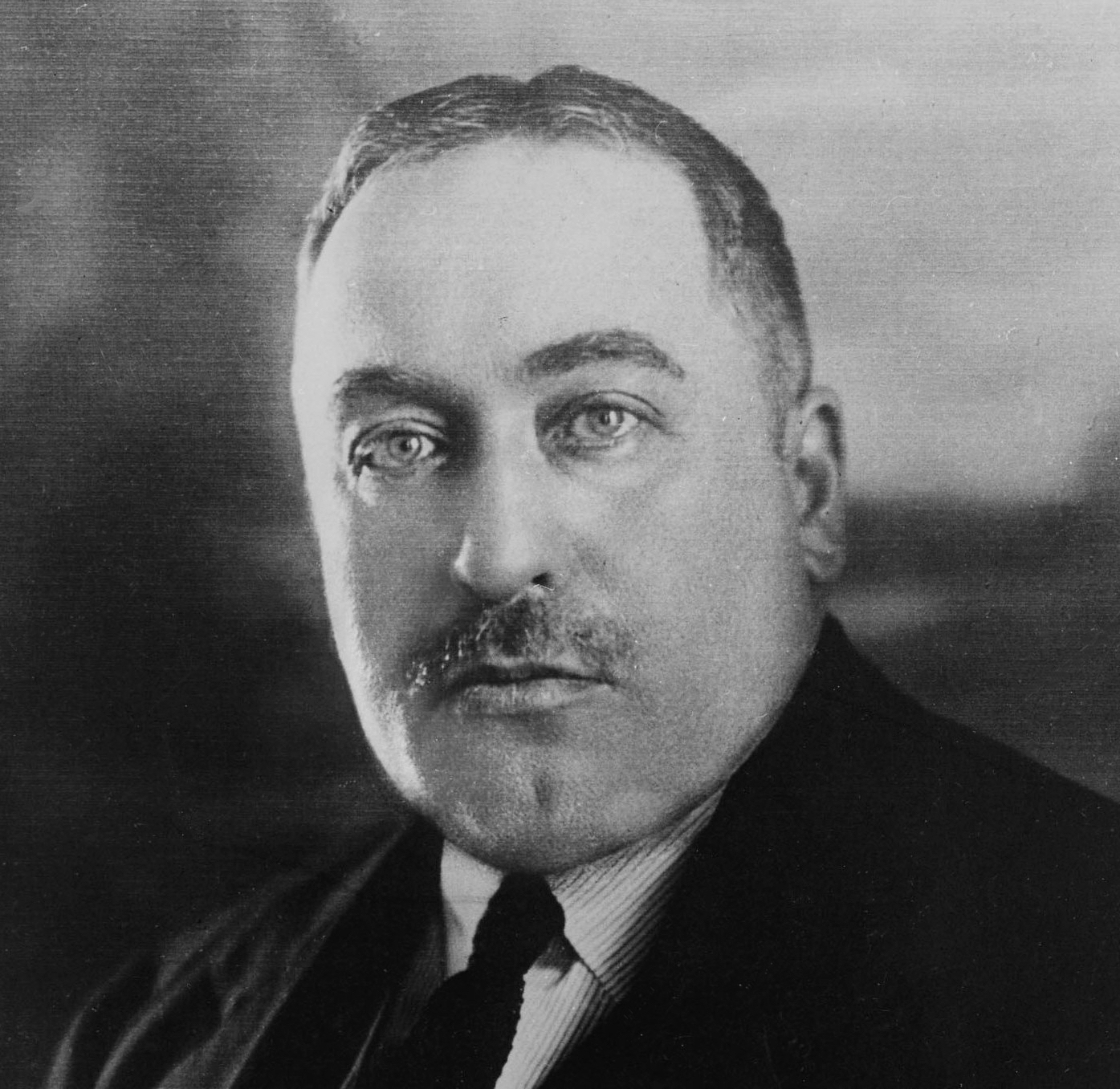
Horace Finaly (1871-1945)

À 14 ans, il rencontre le banquier Horace Finaly, qui aura une grande influence dans sa vie au long des 14 années suivantes et qui lui conseillera d’étudier la chimie. Il s'inscrira donc à l’École de Chimie de Mulhouse. C'est là qu'Agustí Chalaux apprend la méthode scientifique appliquée aux phénomènes physiques et chimiques, ce qui le porte à envisager l’étude des phénomènes sociaux et économiques avec une rigueur et une précision semblables.
Il est d'abord en contact avec des groupes politiques catalans, puis avec des groupes libertaires. Au début de la Guerre Civile Espagnole on le trouve à Barcelone, où il poursuit ses études et ses réflexions, tout en dirigeant l'entreprise familiale, qui ne sera jamais nationalisée ni collectivisée, et en collaboration avec les syndicalistes, qui l’appelaient «Xaló».
En 1939, il s'exile à Paris. La Deuxième Guerre mondiale éclate et il est mobilisé comme officier d’artillerie. Sous l’occupation allemande, il est démobilisé par le gouvernement de Vichy, ce qui lui permet de reprendre ses études.
Il retourne en Catalogne en 1945. Il lit alors régulièrement la revue «La Semana Internacional», que Joan Bardina, qui a aussi une influence sur lui, édite au Chili.
En 1956, avec l’occupation de la Hongrie, il arrive à la conclusion que la violence est un chemin inacceptable pour imposer un changement politique.
En 1968, il abandonne son travail de chimiste pour prendre part à l'«Universitat al Carrer» («l'Université de la rue»), qu plus tard deviendra officielle sous le nom de «Institut de Cultura Popular» («Institut de Culture Populaire»).
Il convainc Lluís Maria Xirinacs de créer, avec d’autres, une nouvelle association pour étudier son tout nouveau modèle politique, économique et social. Le  25 octobre 1984, ils fondent le «Centre d'Estudis Joan Bardina» («Centre d'Études Joan Bardina»), qui a son siège dans la vieille usine familiale.
Il publieraa, entre autres, les livres «Assaig sobre moneda, mercat i societat» («Essai sur monnaie, marché et société») et «Moneda telemàtica i estratègia de mercat» («Monnaie telematique et strategie du marche»). Ses propositions de programme sont formulées dans le document «Disseny de Civisme» («Projet de civisme»).
Agustí Chalaux est mort à Barcelone le 26 avril 2006.

## Œuvres
- «Introducció al sistema general» («Introduction au système général») (en catalan), avec Magdalena Grau Figueras, 11 septembre 1983.
- «Una eina per a construir la pau» («Un outil pour construire la paix») (en français, catalan, espagnol et anglais), 1er juillet 1984.
- «Assaig sobre moneda, mercat i societat» («Essai sur monnaie, marché et société») (en catalan, espagnol et anglais), avec Magdalena Grau Figueras, 1984.
- «Moneda telemàtica i estratègia de mercat» («Monnaie telematique et strategie du marche») (en français, catalan, espagnol, anglais et italien), avec Magdalena Grau Figueras, 1985.
- «Glossari de termes inequívocs» («Glossaire de termes non équivoques») (en catalan), 1986.
- «Disseny de Civisme» («Projet de Civisme») (en catalan), 1988.
- «La plutarquia i altres relats» («La ploutocratie et autres récits») (en catalan, anglais, espagnol, italien et roumain), 1991.
- Martí Olivella Solé: «El poder del diner» («Le pouvoir de l'argent») (en catalan, espagnol, anglais et italien). Prix Joaquim Xirau, 1991.
- «Sistema General: Economia i Societat (En seixanta punts)» (en catalan), avec Lluís Maria Xirinacs, 6 décembre 1996.
- «El capitalisme comunitari» («Le Capitalisme Communautaire») (en français, catalan, espagnol, anglais, italien, allemand, galicien et espéranto), 12 février 2000.
- «Història del capitalisme comunitari» («L'Histoire de Capitalisme Communitaire») (en catalan, espagnol et anglais), 17 février 2001.